# Microbotryum warmingii
Microbotryum warmingii är en svampart som först beskrevs av Emil Rostrup, och fick sitt nu gällande namn av Vánky 1998. Microbotryum warmingii ingår i släktet Microbotryum och familjen Microbotryaceae.   Inga underarter finns listade i Catalogue of Life.